# Ganbold Turbold
Ganbold Turbold (mong. Ганболдын Төрболд; ur. 1994) – mongolski zapaśnik walczący w stylu wolnym. Brązowy medalista w mistrzostw Azji w 2018. Trzeci na mistrzostwach Azji juniorów w 2014 roku.